# Sean Biggerstaff
Sean Biggerstaff (født 15. marts 1983 i Glasgow, Skotland) er en skotsk skuespiller. Han er bedst kendt for sin rolle som Oliver Wood i Harry Potter-filmene.